# Distrikt Cajatambo
Der Distrikt Cajatambo liegt in der Provinz Cajatambo in der Region Lima in West-Peru. Der Distrikt wurde am 12. Februar 1826 gegründet. Er besitzt eine Fläche von 552 km². Beim Zensus 2017 wurden 2221 Einwohner gezählt. Im Jahr 1993 lag die Einwohnerzahl bei 3846, im Jahr 2007 bei 2790. Die Distriktverwaltung befindet sich in der 3376 m hoch gelegenen Provinzhauptstadt Cajatambo mit 1355 Einwohnern (Stand 2017).

## Geographische Lage
Der Distrikt Cajatambo liegt in der peruanischen Westkordillere im Osten der Provinz Cajatambo. Der Río Rapay, linker Nebenfluss des Río Pativilca, fließt entlang der nördlichen Distriktgrenze nach Westen und entwässert einen Großteil des Distrikts. Der äußerste Südosten des Distrikts liegt im oberen Einzugsgebiet des Río Gorgor, ebenfalls ein linker Nebenfluss des Río Pativilca. Im Nordosten reicht der Distrikt bis zum teilweise vergletscherten Gebirgsmassiv Cordillera Huayhuash mit der kontinentalen Wasserscheide.
Der Distrikt Cajatambo grenzt im Westen an den Distrikt Huancapón, im Nordwesten und im Norden an den Distrikt Copa, im Nordosten an den Distrikt Jesús, im Osten an den Distrikt San Miguel de Cauri (beide zuvorgenannten Distrikte liegen in der Provinz Lauricocha), im Südosten an den Distrikt Oyón (Provinz Oyón) sowie im Süden an den Distrikt Gorgor.